# Canal de l’Aqueduc

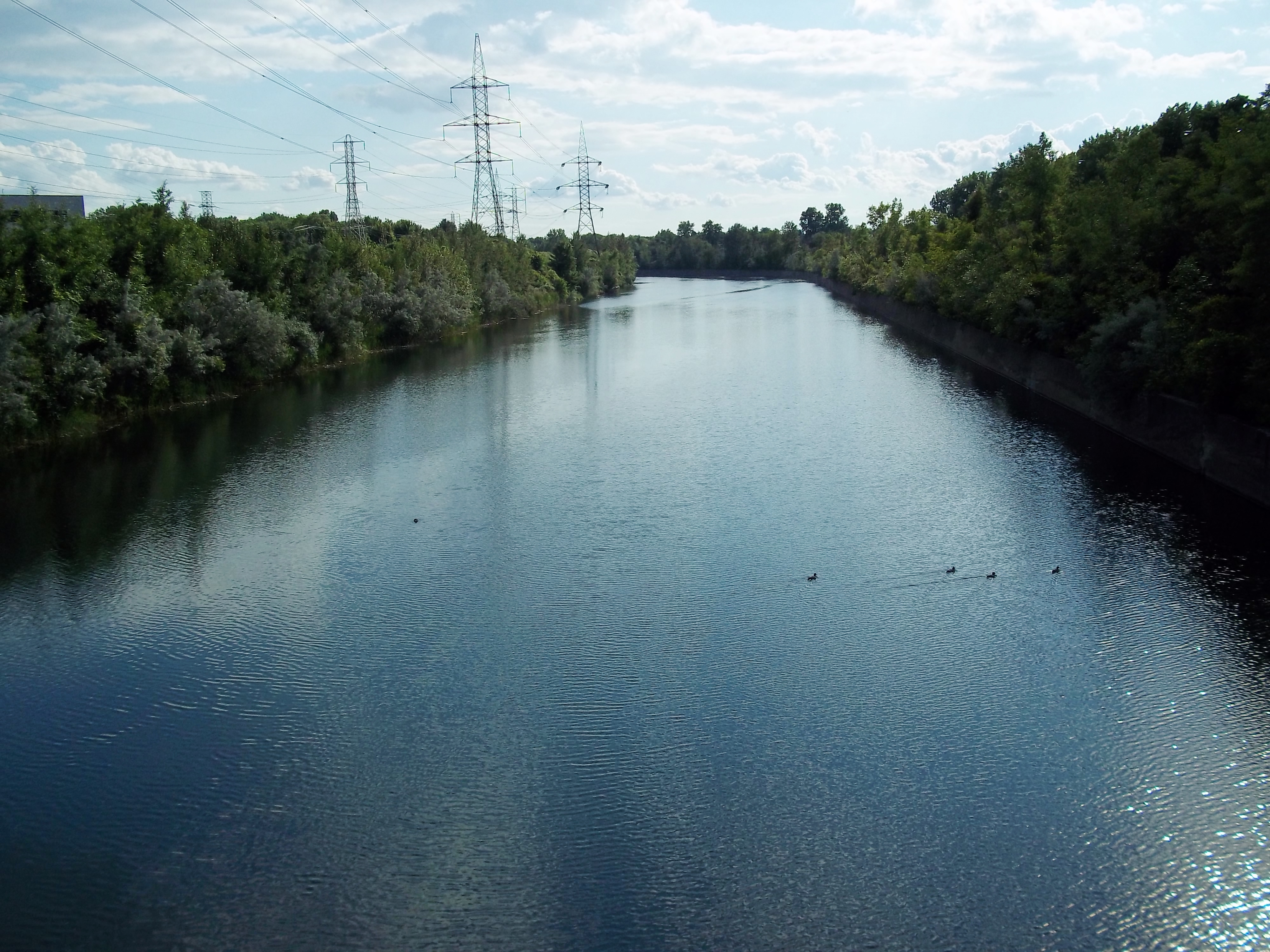
Canal de l’Aqueduc

Der Canal de l’Aqueduc ist ein zentraler Teil der Wasserversorgung von Montreal. Dabei handelt es sich um einen acht Kilometer langen Kanal, der teilweise als Aquädukt ausgeführt ist.
In der Nähe der Lachine-Stromschnellen, an der Südspitze der Île de Montréal, bezieht der Kanal das Wasser aus dem Sankt-Lorenz-Strom. Er führt durch das Arrondissement La Salle und bildet die Grenze zwischen den Arrondissements Verdun und Le Sud-Ouest. Schließlich endet er beim unterirdischen Reservoir des Wasserwerks Atwater, wo das Wasser aufbereitet wird.
Die 1801 gegründete private Wasserversorgungsgesellschaft Compagnie des propriétaires des eaux de Montréal ging 1845 in städtischen Besitz über. Damals war die Wasserversorgung in einem schlechten Zustand: Häufig zerbarsten Leitungen und die Wasserqualität war oft ungenügend. Ein verheerender Großbrand zerstörte 1852 mehrere hundert Gebäude und einen großen Teil des Leitungsnetzes. Eine Kommission unter der Leitung von Stadtrat Edwin Atwater beauftragte 1853 den Ingenieur Thomas Keefer mit dem Bau des Kanals. Die Bauarbeiten dauerten bis 1856.
1870 und 1905 wurde der Kanal verbreitert, um mit dem wachsenden Bedarf Schritt zu halten. Das bisherige Pumpwerk ersetzte man zwischen 1912 und 1918 durch das Wasserwerk Atwater, das erstmals eine Filtration des Wassers ermöglichte. 1913 wurde der Kanal ein weiteres Mal verbreitert und sein Ausgangspunkt etwas weiter flussaufwärts verlegt. Zwar ist der Kanal eingezäunt und somit nicht betretbar, seit 1990 führt jedoch ein Radweg am Südufer entlang.